# Эдмонтон
Э́дмонтон (о файле/ˈɛdməntən/) — административный центр канадской провинции Альберта.
Население — 1,16 млн человек (2020).
Город расположен на реке Норт-Саскачеван.

## История

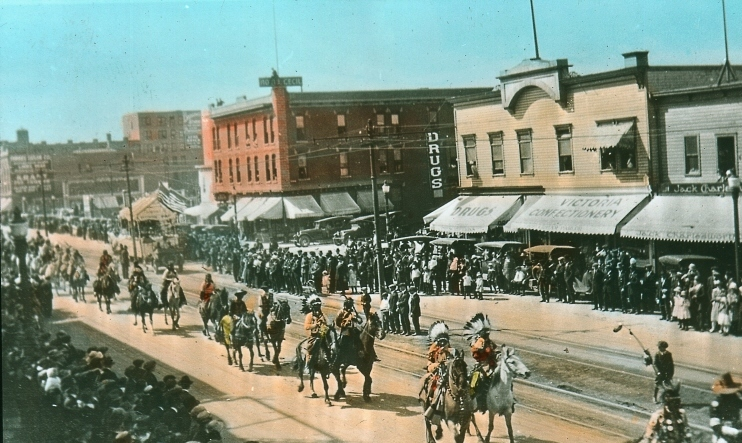
Парад в Эдмонтоне, 1920

Считается, что первым европейцем, посетившим район нынешнего Эдмонтона, стал в 1754 году английский исследователь Энтони Хендэй (Anthony Henday). Сведения о посещении района охотниками и торговцами из Новой Франции во второй половине XVII — начале XVIII веков не имеют достаточных подтверждений.
Эдмонтон был основан в 1795 году Компанией Гудзонова залива. Форт получил название в честь города Эдмонтон (Большой Лондон), откуда был родом Сэр Джеймс Винтер Лейк, управляющий компанией. Форт Эдмонтон, который стал местным центром торговли шкурами, был опорной точкой на пути пионеров обосновывающихся на севере и западе Канады. Так как правительство предоставляло колонистам земли по низкой цене, город стал быстро развиваться, особенно после строительства (в 1885 году) железной дороги. Эдмонтон официально был провозглашён городом в 1892 году и насчитывал 700 жителей, к 1904 году число горожан уже превышало 8000. В 1906, спустя год после образования провинции Альберта, Эдмонтон превратился в административный центр. Первая библиотека нынешнего Эдмонтона была основана в 1913 году, однако административно она принадлежала Стратконе, объединённой с Эдмонтоном годом ранее.
Экономический бум предвоенных лет (к 1914 году в городе проживало свыше 72 000 человек) сменился резким спадом, в первую очередь, из-за лопнувшего пузыря цен на рынке недвижимости. Уже к началу 1917 года население сократилось до 54 000.
Возрождение города началось только в конце 1940-х, когда в его окрестностях были открыты крупные месторождения нефти. Новый экономический бум не заставил себя ждать — в течение 1950-х городское население выросло со 150 000 до 270 000 человек. После некоторого застоя в 1960-х, городская экономика продолжила своё стремительное развитие, благодаря топливному кризису и росту цен на нефть. Падение мировых цен на нефть во второй половине 1980-х обрушило экономику Эдмонтона.
Восстановление городской экономики началось лишь в начале 2000-х, ему способствовали как рост цен на нефть, так и внедрение в жизнь новых технологий по разработке нефтеносных песков. В настоящее время Эдмонтон является одним из наиболее быстро развивающихся городов Канады, с процветающей, постепенно диверсифицирующейся экономикой.

## География
Эдмонтон расположен на севере Великих равнин, в 220 километрах к востоку от Канадских Скалистых гор, на берегах реки Норт-Саскачеван. Это самый северный канадский город-миллионник.
Эдмонтон расположен на равнинной территории с небольшими пологими возвышенностями, с большим количеством оврагов и глубокими речными долинами. Высота над уровнем моря составляет 671 м.
Река Норт-Саскачеван пересекает город, разделяя его пополам. Она периодически разливается, вызывая наводнения. Самое известное наводнение произошло в 1915 году.
Город окружает осиновая лесостепь, которая является переходной зоной между Великими равнинами к югу от Эдмонтона и тайгой к северу. Осиновая лесостепь вокруг Эдмонтона частично сокращается в результате хозяйственной деятельности человека, включая разработку полезных ископаемых.

## Климат

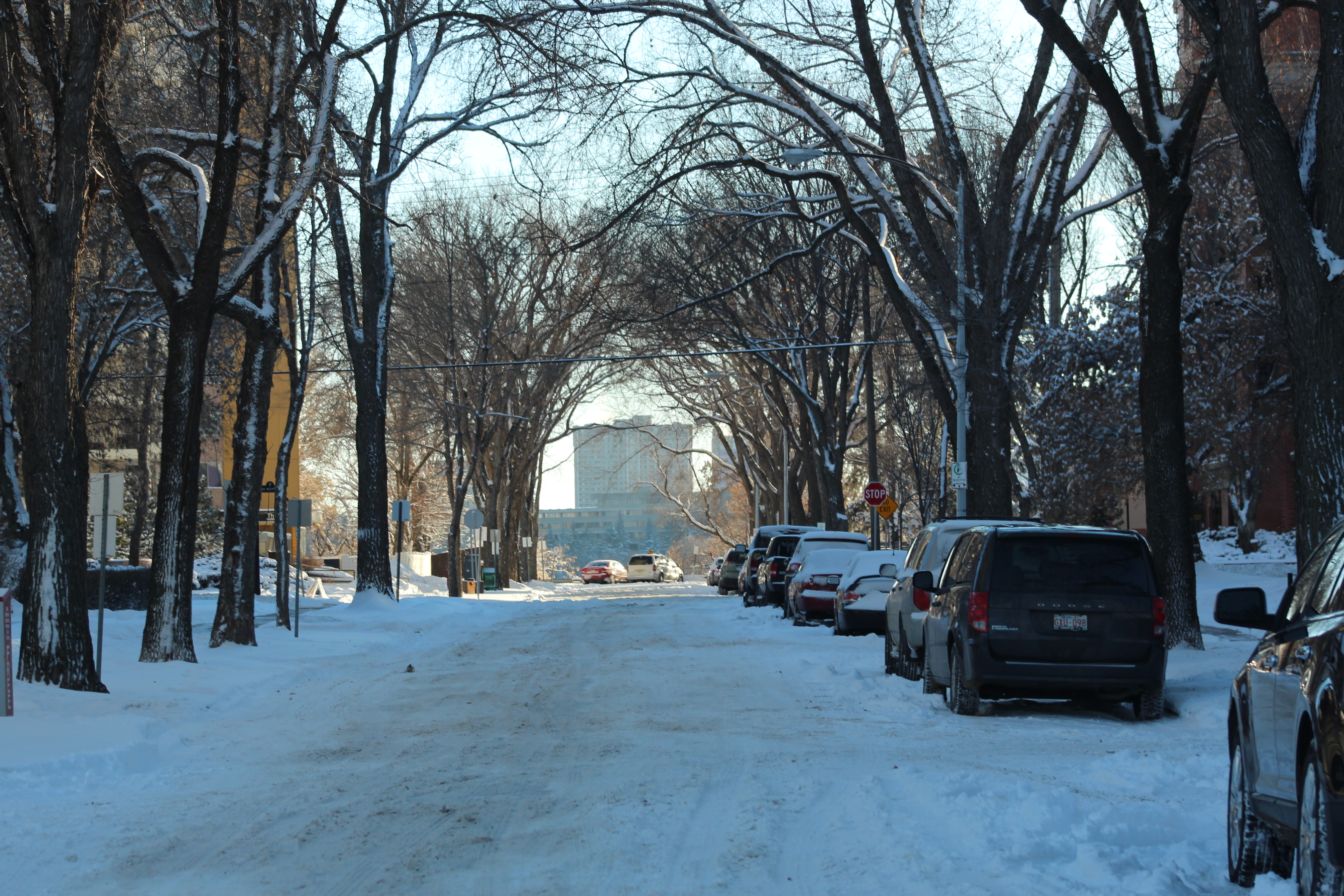
Зима в Эдмонтоне

Город находится в зоне континентального климата, с сухой, морозной зимой и тёплым, умеренно-дождливым летом (Dfb по классификации Кёппена). Относится к 4 зоне морозостойкости.
Летний сезон в Эдмонтоне длится с июня по начало сентября, зима — с ноября по март. Как и во всей провинции, зимы варьируются по продолжительности и температуре. Весна и осень короткие и сильно варьируются от года к году. Вегетационный период в среднем длится с 9 мая по 22 сентября, что соответствует 135—140 дням без заморозков. Это один из наиболее продолжительных вегетационных периодов на Великих равнинах.
Во время летнего солнцестояния световой день в Эдмонтоне длится 17 часов 3 минуты, гражданские сумерки — 1 час 46 минут. Также Эдмонтон является одним из самых солнечных городов Канады с 2344 часами солнечного сияния.
Зимы в Эдмонтоне суровые, однако они мягче, чем в Реджайне, Саскатуне и Виннипеге, которые расположены южнее. Диапазон средних дневных температур от −10,3 °C в январе до 18,1 °C в июле. Температура воздуха может подниматься до 30 °C и выше в течение 4-5 дней с апреля по середину сентября и опускаться ниже −20 °C примерно на 24,6 дня зимой.

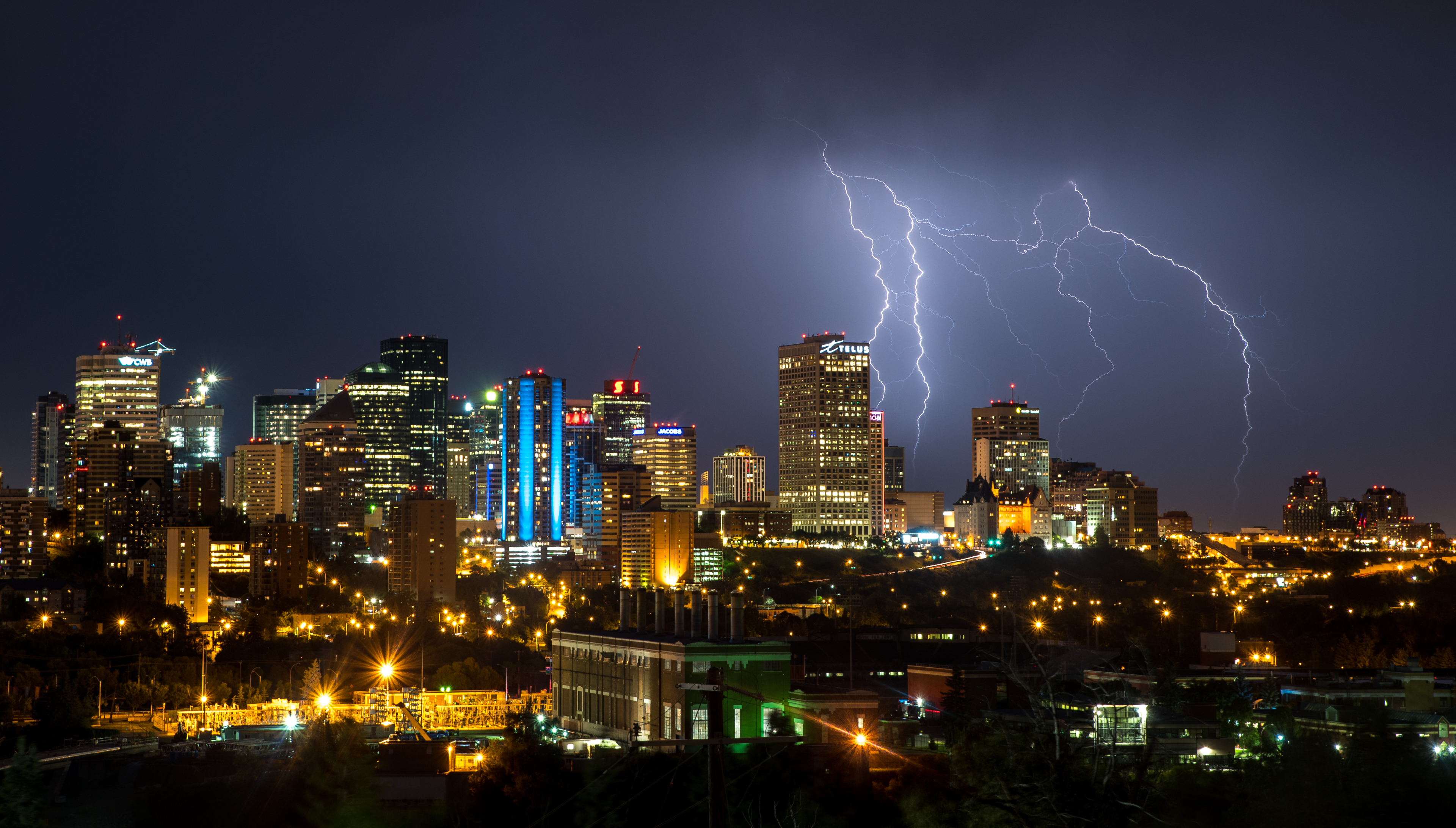
Гроза в Эдмонтоне

Климат в целом достаточно сухой, в год выпадает 422,5 мм осадков, 329,3 мм из которых приходятся на дождь, а 93,2 мм — на таяние снега, которого выпадает в среднем 123,9 см в год. Наиболее влажными являются летние месяцы, только в июле выпадает 93,8 мм осадков. Значительный снежный покров начинает появляться в конце октября и сохраняется до конца марта. Засухи нередки и могут возникнуть в любое время года. В летние месяцы осадки часто сопровождаются сильными однодневными грозами, которые могут сопровождаться сильным градом, порывами ветра, и образованием торнадо. В период с 1890 по 1989 гг. в Эдмонтоне было зафиксировано 12 торнадо, а с 1990 по 2009 гг. — семь торнадо.
| Показатель                                   | Янв.  | Фев.  | Март  | Апр.  | Май   | Июнь | Июль | Авг. | Сен.  | Окт. | Нояб. | Дек.  | Год   |
| -------------------------------------------- | ----- | ----- | ----- | ----- | ----- | ---- | ---- | ---- | ----- | ---- | ----- | ----- | ----- |
| Абсолютный максимум, °C                      | 11,7  | 14,0  | 20,6  | 31,1  | 32,3  | 34,4 | 34,4 | 34,7 | 33,9  | 28,6 | 21,7  | 16,7  | 34,7  |
| Средний суточный максимум, °C                | −7,3  | −3,6  | 2,1   | 11,3  | 17,6  | 21,0 | 22,8 | 22,1 | 16,8  | 10,9 | 0,0   | −5,4  | 9,0   |
| Средняя температура, °C                      | −11,7 | −8,4  | −2,6  | 5,5   | 11,7  | 15,5 | 17,5 | 16,6 | 11,3  | 5,6  | −4,1  | −9,6  | 3,9   |
| Средний суточный минимум, °C                 | −16   | −13,1 | −7,3  | −0,3  | 5,7   | 10,0 | 12,1 | 11,1 | 5,8   | 0,3  | −8,2  | −13,9 | −1,2  |
| Абсолютный минимум, °C                       | −44,4 | −46,1 | −36,1 | −25,6 | −12,2 | −1,1 | 0,6  | −1,2 | −11,7 | −25  | −34,1 | −48,3 | −48,3 |
| Норма осадков, мм                            | 22,5  | 14,6  | 16,6  | 26    | 49    | 87,1 | 91,7 | 69   | 43,7  | 17,9 | 17,9  | 20,9  | 476,9 |
| Источник: Canadian Climate Normals 1971-2000 |       |       |       |       |       |      |      |      |       |      |       |       |       |

## Население

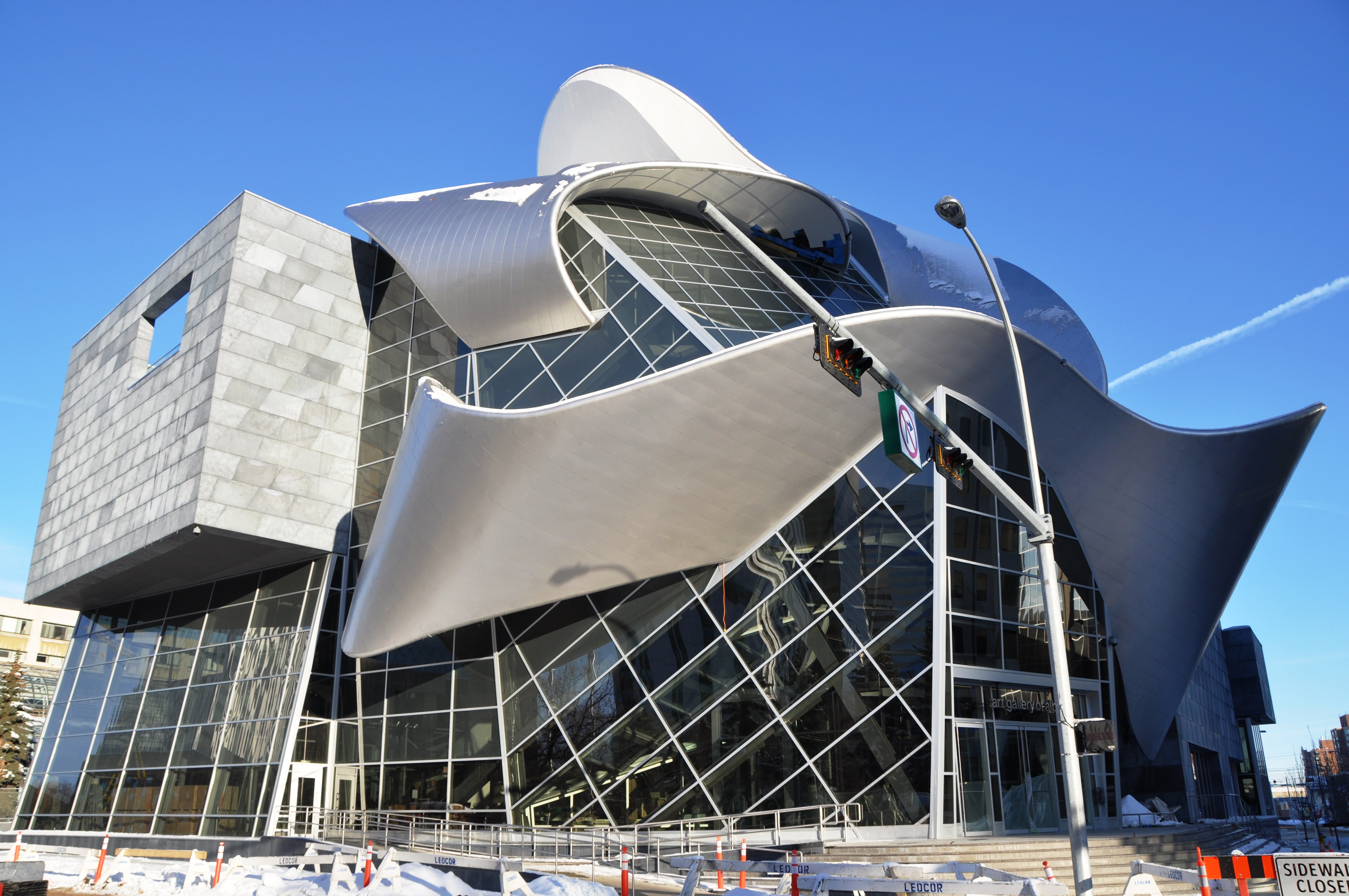
Художественная галерея Альберты

По данным переписи 2021 года в Эдмонтоне проживало 1 010 899 человек, а в агломерации — 1 418 118 человек, прирост по сравнению с данными 2016 года составил 8,3 % и 7,3 % соответственно. Плотность населения в Эдмонтоне составляет 1320,4 чел/км², тогда как в агломерации этот показатель — 150,6 чел/км².
Половозрастной состав: 49,8 % мужчины, 50,2 % женщины, средний возраст горожан — 38,4 года.
По состоянию на 2011 год агломерация Эдмонтона оценивалась как пятая в Канаде и вторая в Альберте по числу жителей и первая в стране по территории. Население на момент переписи 2011 года составляло 1 159 869 человек, а прирост за пять лет — 12,1 %, уступая только приросту в агломерации Калгари за тот же период. По состоянию на 2016 год в агломерации Эдмонтона насчитывалось 1 363 300 человек.
По данным переписи 2021 года 51,4 % населения города Эдмонтона имели европейское происхождение: англичане (13,3 %), шотландцы (11,7 %), немцы (11,6 %), ирландцы (10,8 %), украинцы (9,3 %), французы (7,3 %), поляки (4,4 %). 8,5 % жителей указали канадское происхождение, не относя себя к видимым меньшинствам. Другие этнические группы и происхождение включают в себя, среди прочего:
- Восточную и Юго-Восточную Азию — 16 % (в том числе, 7,1 % филиппинцев, 6 % китайцев, 1,5 % вьетнамцев)
- Южную Азию — 11,5 % (в том числе, 6,2 % индийцев)
- коренное население — 5,8 % (в том числе, 2,8 % представителей Первых наций, 2,8 % метисов)
- темнокожих — 7,6 %
- Латинскую Америку — 2 %
- Малую Азию и арабские страны — 3,8 % (в том числе, 1,2 % ливанцев).

В Эдмонтоне имеется больша́я украинская община (13,9 % населения). В городе находится Канадский украинский архив и музей.
Уровень преступности высокий, что типично для крупных городов Канадских прерий.

## Экономика

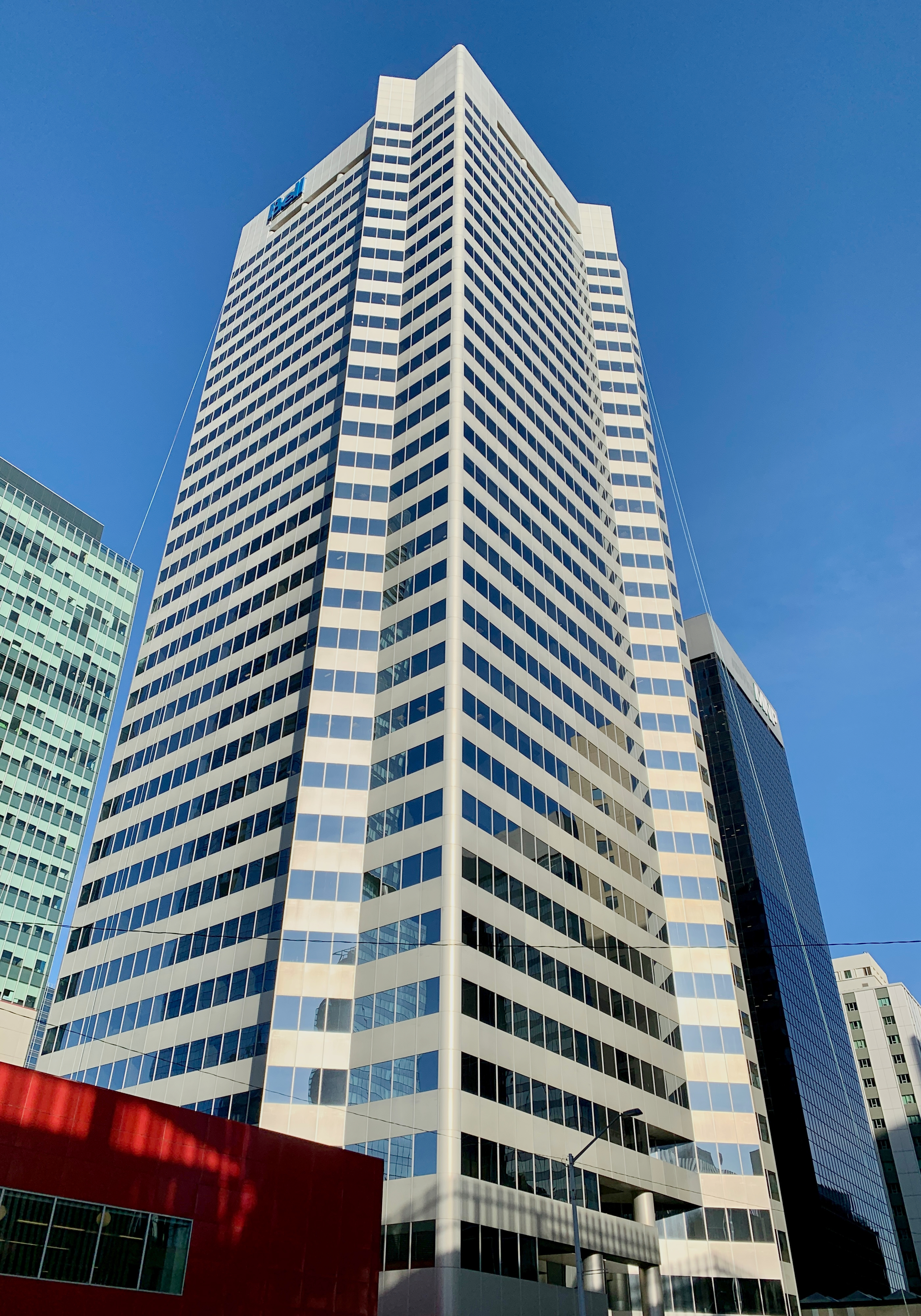
Башня Bell Tower, где размещается исследовательская корпорация Alberta Innovations, созданная при поддержке правительства Альберты

Эдмонтон — главный экономический и транспортный центр северной и центральной Альберты и главный центр нефтегазовой промышленности провинции, а в 1940—50-х годах он даже был известен как «Нефтяная столица Канады». Несмотря на то, что город является крупным центром нефте- и газовой промышленности, экономика Эдмонтона хорошо диверсифицирована, развиты производственный и финансовый секторы.

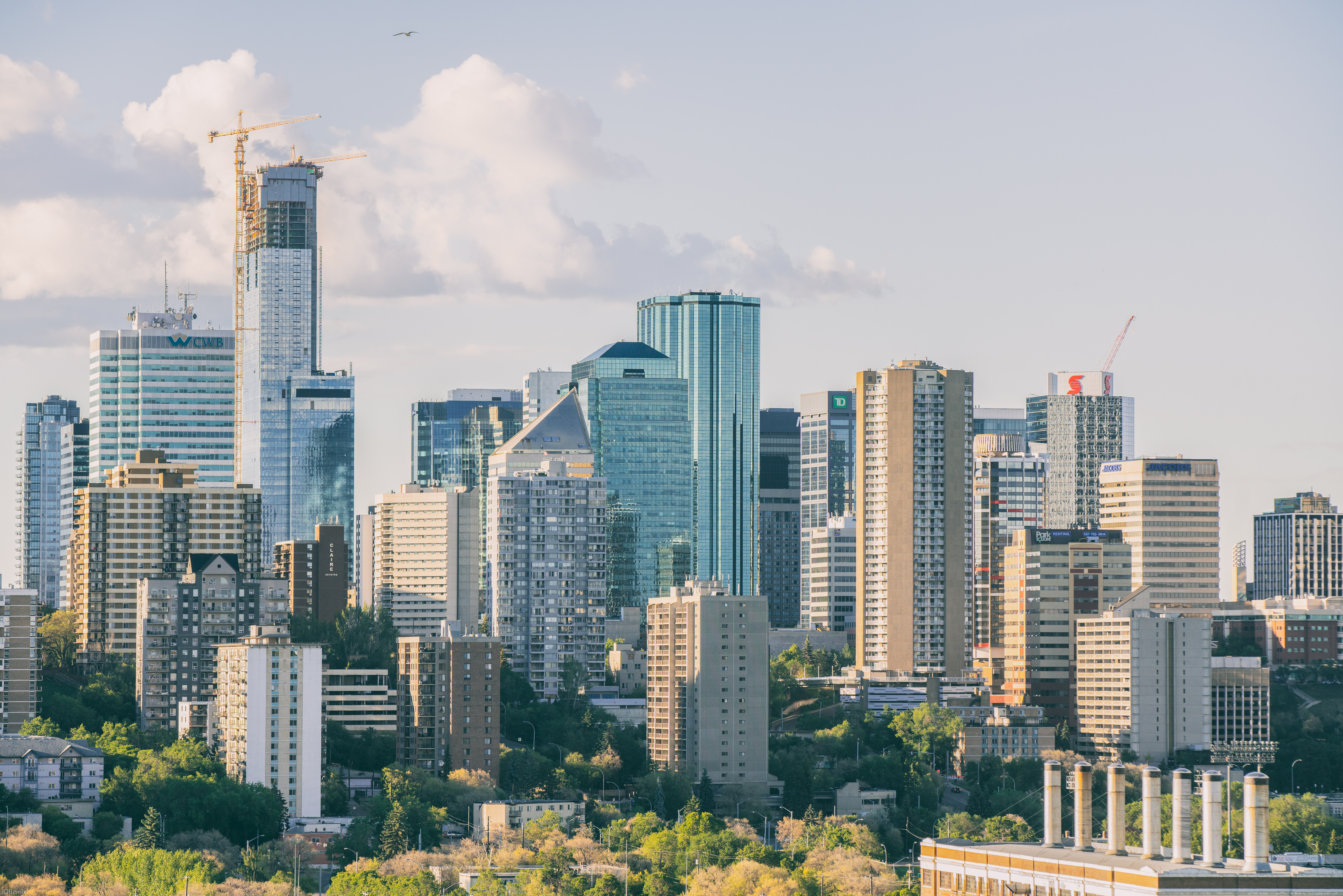
Вид на деловую часть Эдмонтона

Эдмонтон также является одним из главных образовательных и исследовательских центров Канады. Одним из драйверов исследовательской работы является Университет Альберты. Правительство также поддерживает исследовательские инициативы: так, в городе расположен Канадский институт нанотехнологий, исследовательский парк Эдмонтона и исследовательская корпорация Alberta Innovates.
Активное развитие финансового сектора началось в 1970-80 годы, когда в Эдмонтоне открылись региональные офисы крупнейших канадских банков, а также появились местные игроки. Однако во время кризиса в конце 1980-х многие офисы были закрыты или переведены в другие города. С восстановлением экономики в 1990-х отрасль финансов получила новое развитие и сейчас в Эдмонтоне располагается множество офисов банков, трастов, страховых и инвестиционных компаний, включая Manulife Financial.
В Эдмонтоне также была основана известная компания BioWare, занимающаяся производством компьютерных игр.
В 2007 году Financial Times признала Эдмонтон самым привлекательным для инвестиций городом в Канаде и пятым по привлекательности в Северной Америке. В 2021 году Эдмонтон вновь вошёл в топ лучших североамериканских городов для прямых инвестиций и для жизни.

## Транспорт

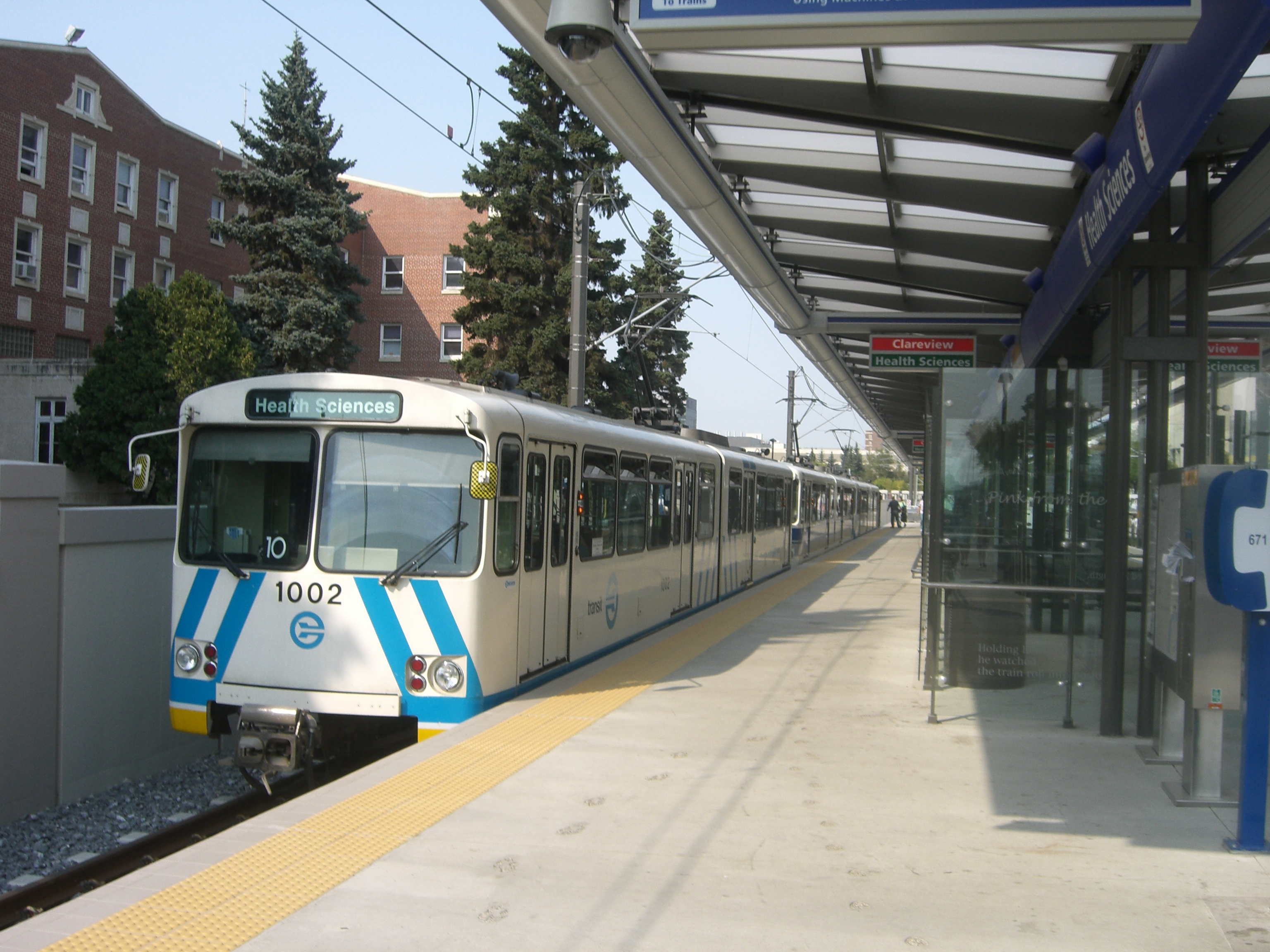
Станция скоростного трамвая

Международный аэропорт Эдмонтона (IATA: YEG, ICAO: CYEG), расположенный в 26 километрах к югу от центра города, обслуживает около 8 млн пассажиров ежегодно (2014). Регулярные рейсы выполняются по более чем 50 направлениям в Северной и Центральной Америке, а также в Лондон, Рейкьявик и Амстердам. Аэропорт имеет две взлётно-посадочные полосы и может принимать самолёты любых размеров. АН-225 «Мрія» садился в аэропорту Эдмонтона несколько раз.
Эдмонтон является одним из крупнейших железнодорожных узлов Канады по объёму проходящих через него грузов. Трижды в неделю на городском железнодорожном вокзале останавливается пассажирский поезд Ванкувер — Торонто.
Система общественного транспорта Эдмонтона находится под управлением организации Edmonton Transit System и включает в себя более двухсот автобусных маршрутов и две линии скоростного трамвая (18 станций). К 2020 году планируется открытие ещё одной линии (12 станций). До 2009 года в городе использовались троллейбусы.

## Спорт
В 2001 году в Эдмонтоне на стадионе Содружества состоялся чемпионат мира по лёгкой атлетике. Турнир впервые проводился на территории Северной Америки.
В 2005 году прошёл чемпионат мира по полумарафону.
В городе базируется клуб НХЛ «Эдмонтон Ойлерз», который является пятикратным обладателем кубка Стэнли (1984, 1985, 1987, 1988, 1990).

## Достопримечательности

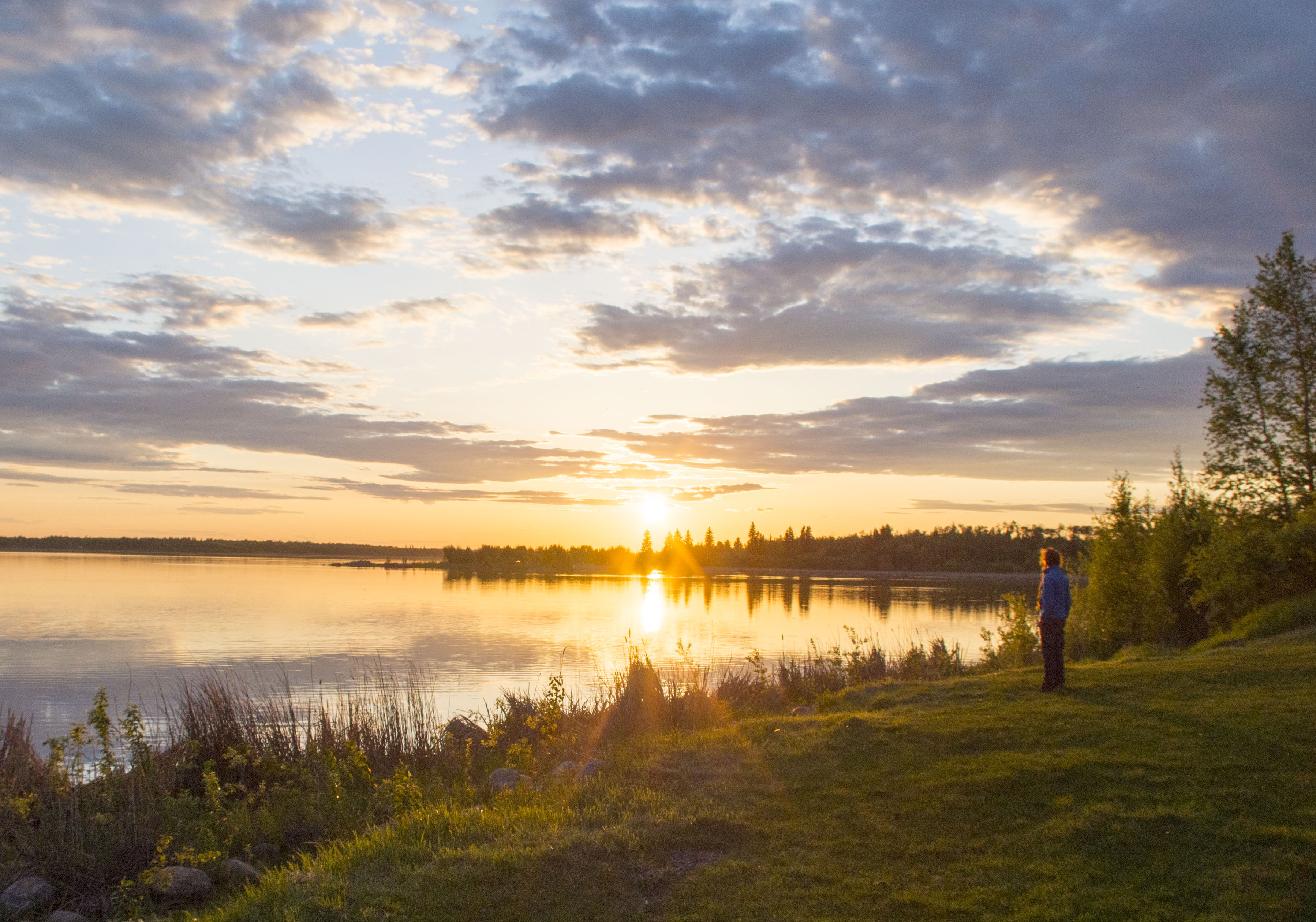
Elk Island National Park

Одним из высочайших зданий Эдмонтона является башня Эпкор-тауэр, где расположены офисы EPCOR Utilities, Capital Power, Ernst & Young, Intuit и BioWare.

### Elk Island National Park
Национальный парк Элк-Айленд (англ. Elk Island National Park) расположен в центральных регионах Канады, в 35 км восточнее Эдмонтона. Его территории находится в провинции Альберта вдоль шоссе Жёлтое шоссе. Общая площадь парка — 194 км². В парке сконцентрированы экосистемы северных плато, среди них зоны прерий, бореальных лесов и пастбищ. Национальный парк Элк-Айленд расположен в области Beaverhills, где преобладают осиновые заросли и водно-болотные комплексы. Здесь сконцентрированы огромные поголовья лосей и зубров.
Парк управляется агентством Parks Canada.

### West Edmonton Mall

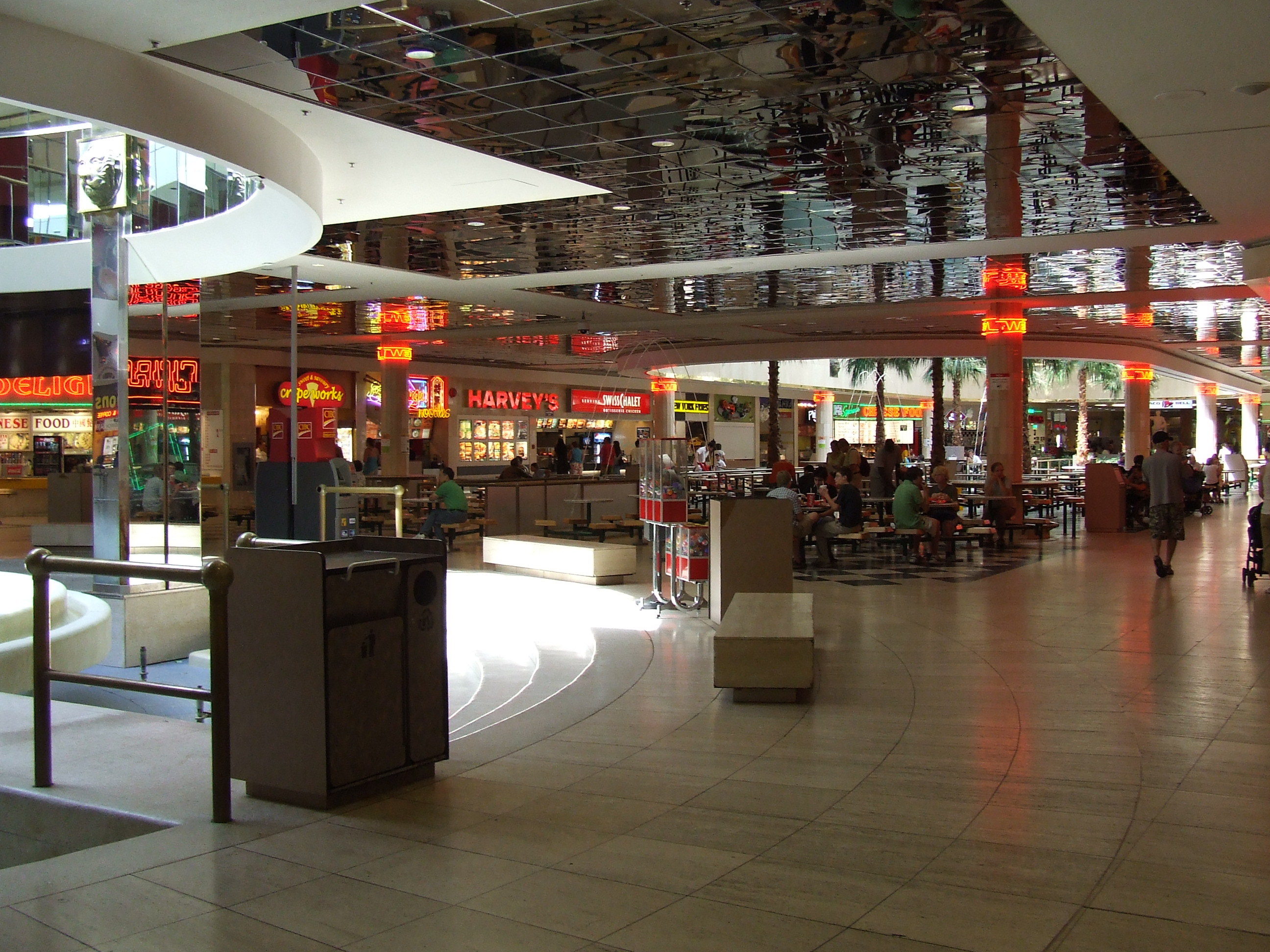
West Edmonton Mall

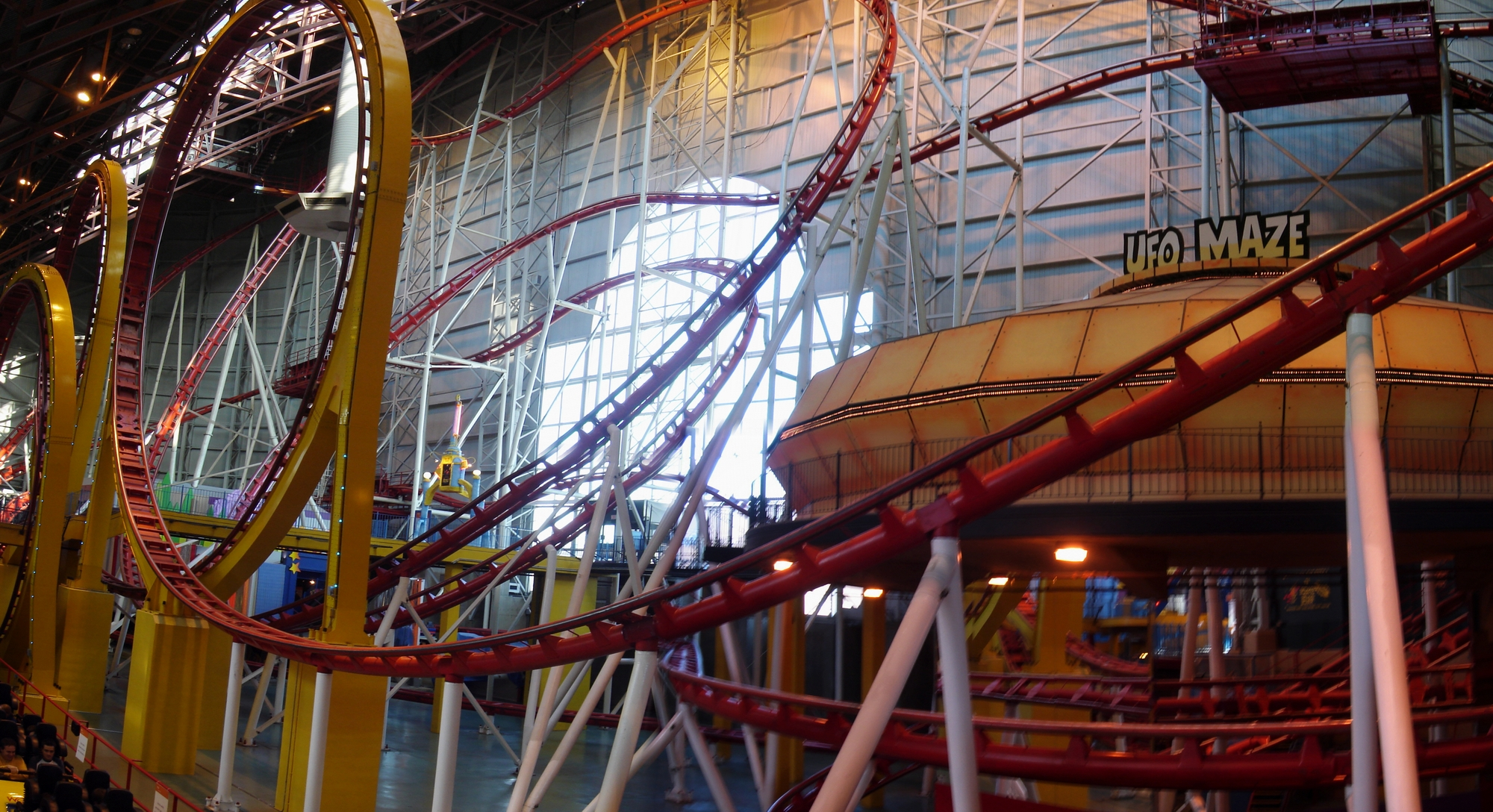
Galaxyland

West Edmonton Mall, расположен в канадской провинции Alberta, является крупнейшим торговым центром Северной Америки и десятым по величине в мире (вместе с The Dubai Mall). Площадь составляет около 570 тыс. м². Здесь разместилось более 800 магазинов, а парковки молла способны вместить 20 тыс. автомобилей. Число ежедневных посетителей этого торгового центра достигает 150 тыс. West Edmonton Mall был открыт в 1981 году и сразу же попал в книгу рекордов Гиннесса.
Помимо магазинов, на территории торгового центра размещается множество различных достопримечательностей. Среди них — Галаксиленд — второй по величине крытый парк развлечений в мире, который предлагает своим посетителям прокатиться на одном из 24 экстремальных аттракционов. На территории торгового центра также находится Всемирный аквапарк площадью 20 тыс. м² , множество кинотеатров, ресторанов и развлекательных центров.

## Города-побратимы
Эдмонтон является городом-побратимом следующих городов:
- Гатино, Канада (1967)
- Харбин, Китай (1985)
- Нашвилл, США (1990)
- Вонджу, Республика Корея (1998)
- Берген-оп-Зом, Нидерланды (2013)

## Галерея

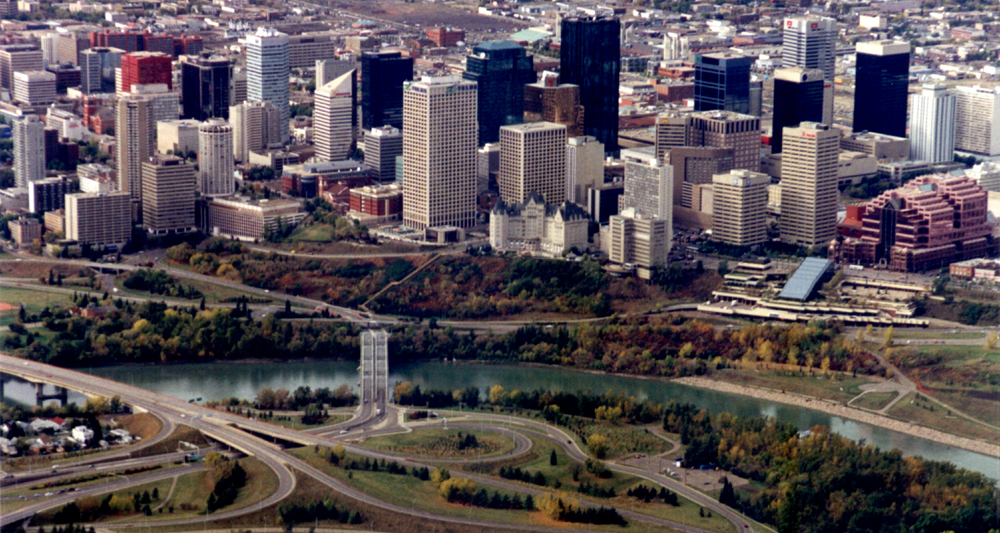
Центр города
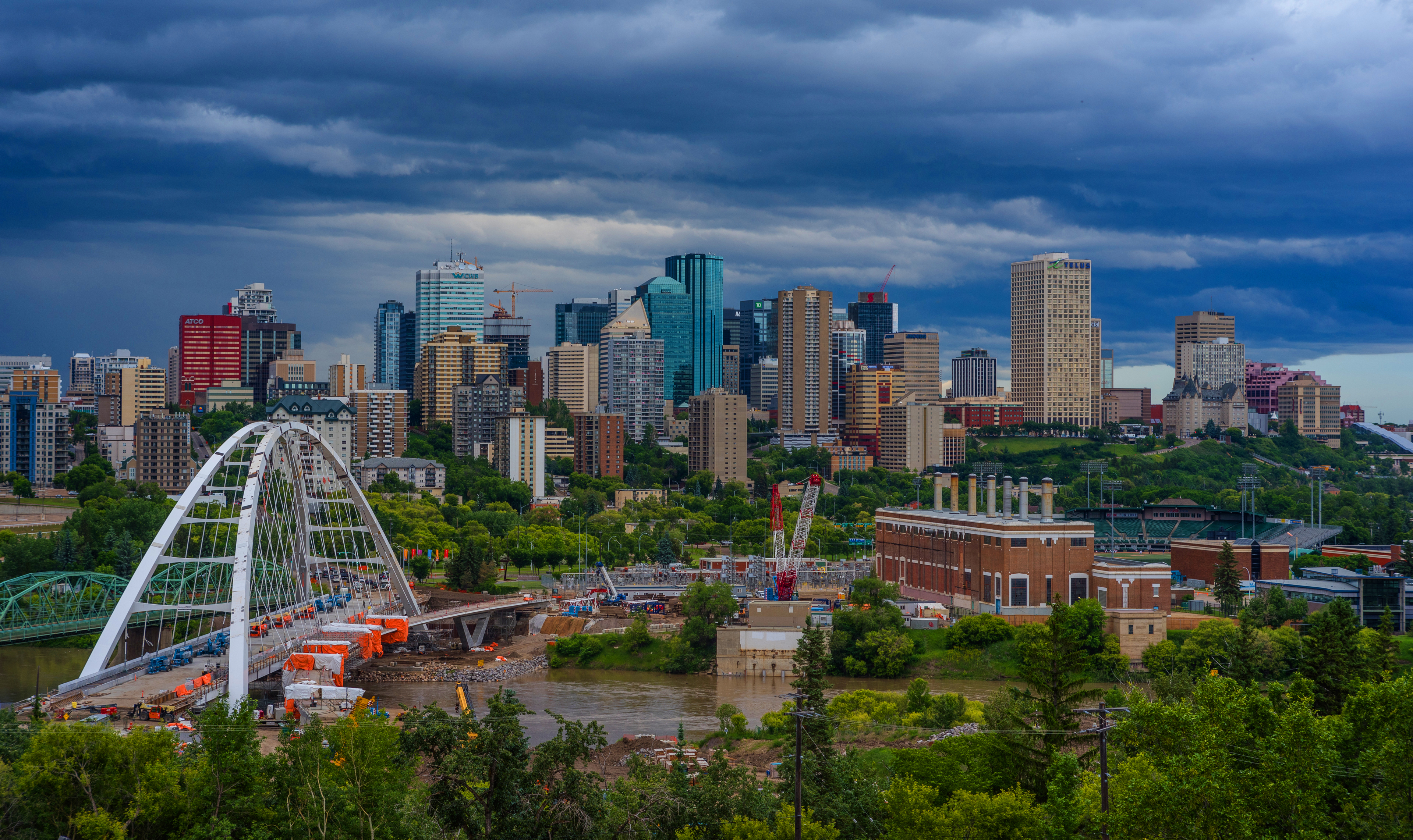
Центр города вечером
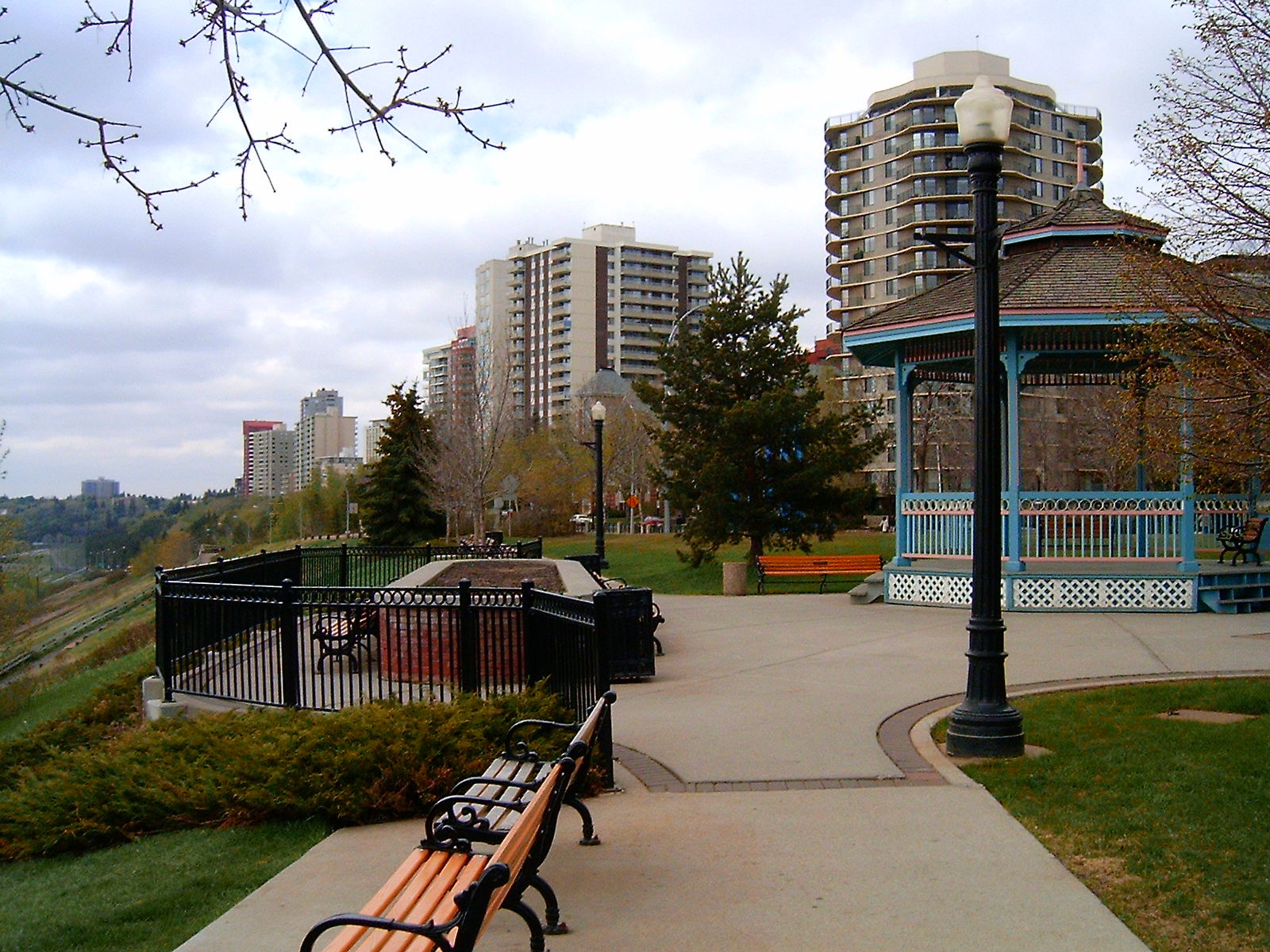
Один из городских парков
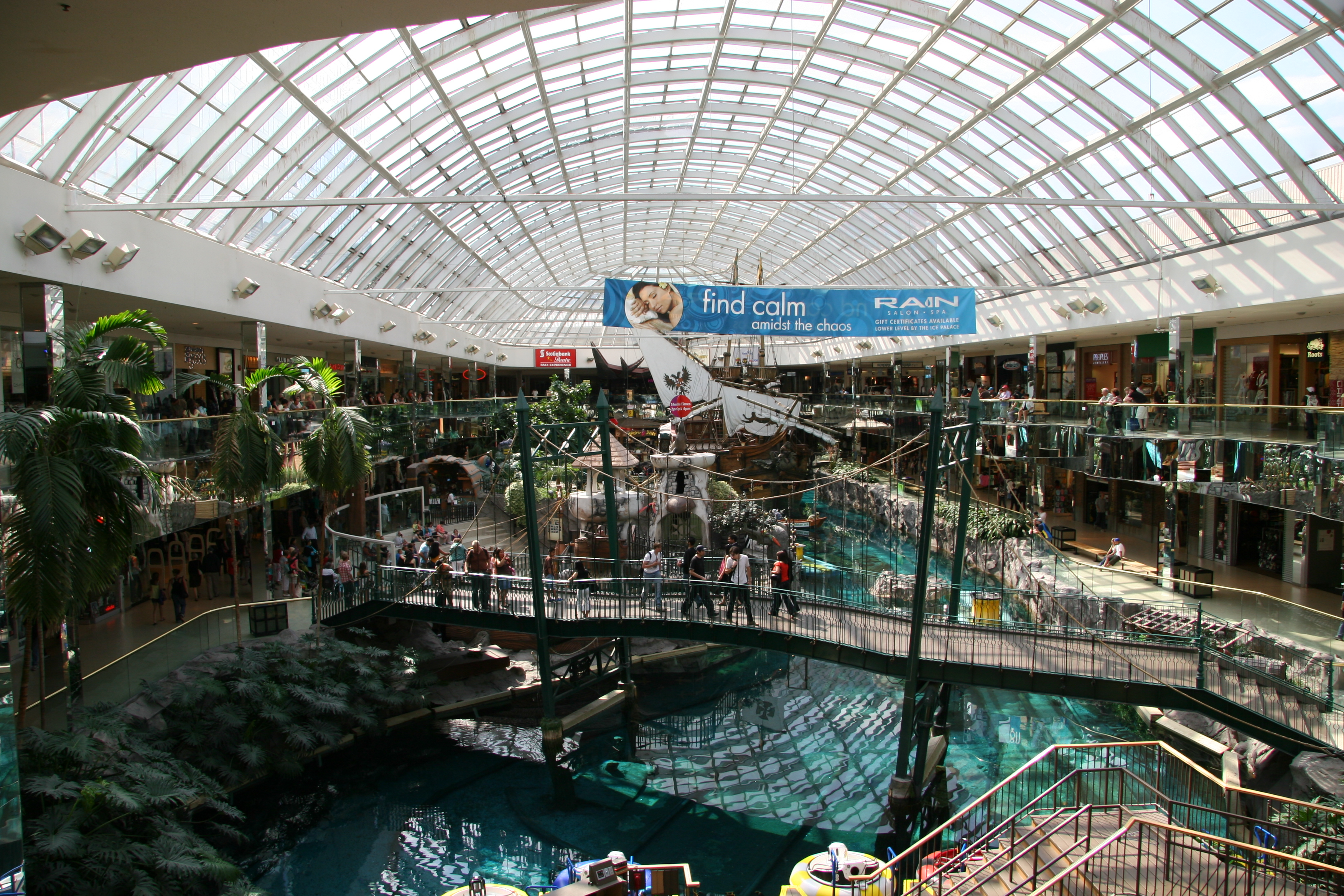
Крупнейший торговый центр Северной Америки West Edmonton Mall